# Bệnh viện Chúa Thánh Thần, Warszawa

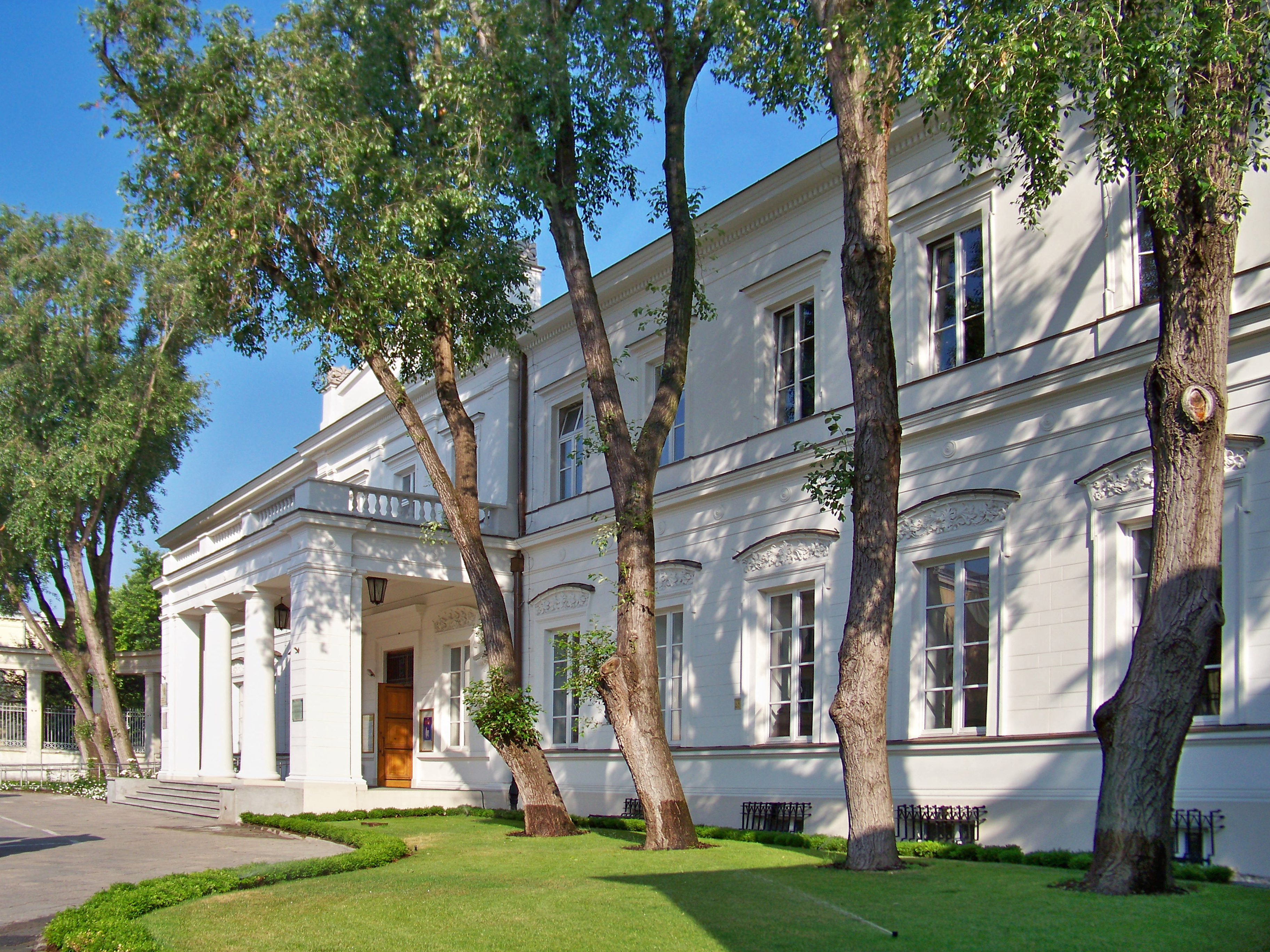
Hình như đây là ảnh của bệnh viện này

Bệnh viện của Chúa Thánh Thần ở Warsaw (Szpital Świętego Ducha w Warszawie) là một bệnh viện được xây dựng vào năm 1442, tại nhà thờ Thánh Martin ở Phố Piwna ở Phố cổ Warsaw. Nó được thành lập bởi Anna Fiodorówna (một công chúa của Lãnh địa Masovia) như một nơi trú ẩn cho người nghèo. Sau một số động thái, nó ở lại Phố Elektoralna.

## Lịch sử
Tòa nhà tại số 12 phố Elektoralna được xây dựng từ năm 1859 đến 1861 theo thiết kế thời Phục hưng của Józef Orleansowski. Địa điểm này là một nhà máy xe ngựa và xe ngựa cũ. Đây là bệnh viện đầu tiên ở Warsaw có gian nhà độc lập. Từ năm 1861 đến Thế chiến II, đây là một trong những bệnh viện hiện đại nhất trong thành phố. Bị đánh bom vào ngày 25 tháng 9 năm 1939, nó lại bị hư hại sau cuộc nổi dậy ở Warsaw.
Trước chiến tranh, phòng khám y tế được điều hành bởi Vilém Dušan Lambl với Samuel Goldflam làm trợ lý. Năm 1881, người đứng đầu phòng thí nghiệm hóa học - vi khuẩn là Leon Nencki.
Bệnh viện liên tục di chuyển: đầu tiên tại Phố Piwna, sau đó là Phố Przyrynku, Phố Konwiktorka, Phố Elektoralna và năm 1940 đến Bệnh viện Wola. Năm 1941, hai bệnh viện đã được chuyển đến các tòa nhà của cộng đồng Do Thái. Các tòa nhà bỏ hoang được sử dụng như một bệnh viện quân đội Đức. Vào năm 1946, các tòa nhà đã bị Bệnh viện Chúa Thánh Thần chiếm giữ một lần nữa. Năm 1957, tên được đổi thành Bệnh viện số 1 thành phố.
Năm 1953, tòa nhà ở phố Elektoralna được xây dựng lại cho mục đích văn hóa. Đầu tiên, bị chiếm bởi các công đoàn, sau đó nó tọa lạc tại Trung tâm Văn hóa Warsaw (Warszawski Ośrodek Kultury). Nó bây giờ là trụ sở của:
- Trung tâm Văn hóa và Nghệ thuật Vùng Mazovia (Mazowieckie Centrum Kultury i Sztuki) - một sự hợp nhất của Cơ quan Hòa nhạc Trung tâm Văn hóa và Triển lãm Nghệ thuật Metropolitan
- Trường đặc biệt số 63 
  - Trường tiểu học số 213 - được chuyển đến 12/14 Elektoralna Street vào tháng 9 năm 1969
  - Gimnazjum số 62
- Trường đặc biệt số 85 - chuyển đến 12/14 Elektoralna năm 1975 
  - Trường tiểu học đặc biệt số 243
  - Trường trung học cơ sở số 146
  - Trường đào tạo nghề 5 năm số 5